# District de Manang
Le district de Manang (en népalais : मनाङ जिल्ला) est l'un des 77 districts du Népal. Il est rattaché à la province de Gandaki. La population du district s'élevait à 5 827 habitants en 2011.
Bien que son chef-lieu soit Chame, il porte le nom d'un second village important situé 20 km plus au nord, Manang, étape obligée du trek réputé du Tour des Annapurnas.

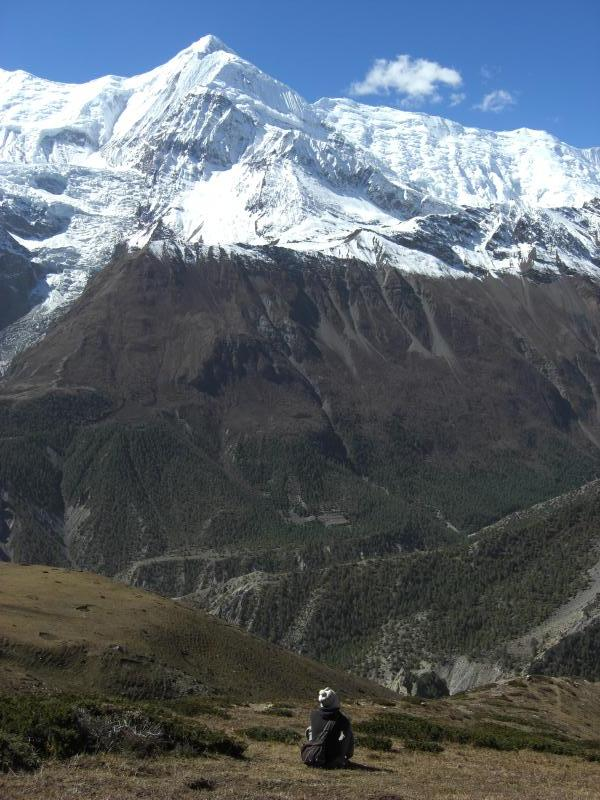
Annapurna, district de Manang

## Histoire
Il faisait partie de la zone de Gandaki et de la région de développement Ouest jusqu'à la réorganisation administrative de 2015 où ces entités ont disparu.

## Subdivisions administratives
Le district de Myagdi est subdivisé en 4 unités de niveau inférieur qui sont toutes des gaunpalikas ou municipalités rurales.
| # | Nom             | Nom en népalais | Type       | Population (2011) | Superficie (km2) |
| - | --------------- | --------------- | ---------- | ----------------- | ---------------- |
| 1 | Chame           | चामे              | gaunpalika | 1 129             | 78,86            |
| 2 | Narpa Bhumi     | नार्पा भूमि          | gaunpalika | 538               | 837,54           |
| 3 | Nason           | नासोँ              | gaunpalika | 1 938             | 709,58           |
| 4 | Manang Ngisyang | मनाङ ङिस्याङ        | gaunpalika | 2 222             | 694,63           |